# Iniciativa Nacional Desturiana
La Iniciativa Nacional Desturiana (en árabe: المبادرة الوطنية الدستورية; en francés: Initiative nationale destourienne) conocido inicialmente como La Iniciativa (Al Moubadra) es un partido político tunecino liderado por Kamel Morjane, funcionario durante los regímenes de Habib Burguiba y Zine El Abidine Ben Ali.  El 25 de mayo de 2019 Kamel Morjane firmó un acuerdo de fusión del partido con Tahya Tounes.

## Historia
El partido "La Iniciativa" (Al Moubadra) se creó en 2011, tras la disolución de la Agrupación Constitucional Democrática (RCD). El partido defendió el retorno de varios dirigentes del período de Ben Ali y su reincorporación a la política. Sin embargo, mantuvo una importancia marginal en cuanto a resultados electorales.  Después de que el Partido de Libertad para la Justicia y el Desarrollo, el Partido de la Independencia, el Partido del Mañana de Túnez y el Partido del Tercer Camino se fusionaran con La Iniciativa el 30 de julio de 2014, el partido adquirió definitivamente el nombre de Iniciativa Nacional Desturiana.
El 25 de mayo de 2019 Kamel Morjane, líder del partido, firmó un acuerdo de fusión con el secretario general de Tahya Tounes Selim Azzabi.